# Michael von Reutern

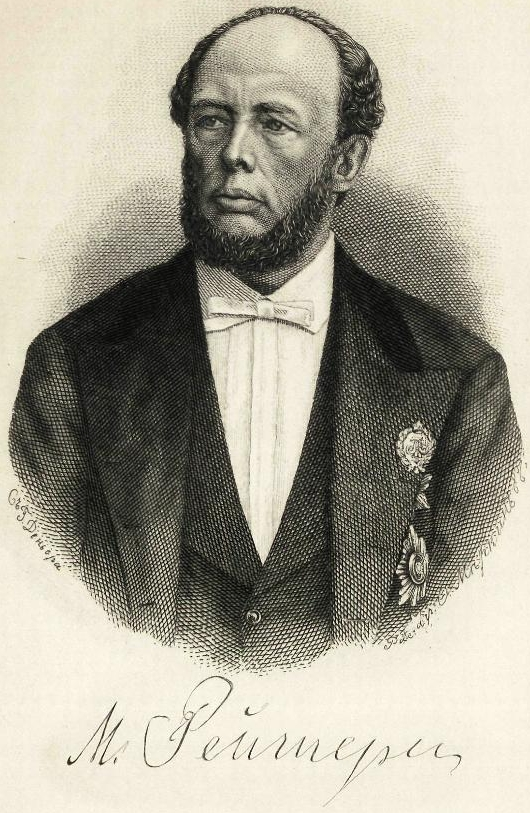
Michael von Reutern

Michael von Reutern, in Russland auch Michail Christoforovitsch Rejtern, ab 1890 Graf von Reutern (* 12. Septemberjul. / 24. September 1820greg. in Poretschje (seit 1918: Demidow); † 11. Augustjul. / 23. August 1890greg. in Zarskoje Selo (jetzt: Puschkin)) war kaiserlich russischer Finanzminister.

## Familie
Reutern entstammte der angesehenen deutsch-baltischen Adelsfamilie von Reutern. Seine Eltern waren Christoph Adam von Reutern (1782–1833, rußländ. Adel), aus Rösthof (Livland), und dessen Ehefrau Caroline (Lina) von Helffreich (1789–1869, estländ. Adel). Sein Vater war russischer Generalleutnant und zuletzt Kommandeur der Bugschen Ulanendivison. Die Eltern der Mutter waren Gotthard Johann von Helffreich, auf Viol, Rawaküll und Errinal (Estland), und Wilhelmine Juliane von Wrangell, sie wurde aber vom Generalfeldmarschall Michael Andreas Barclay de Tolly in Pflege genommen.
Er wurde am 29. Januar 1890 als damals kaiserlich russischer Wirklicher Geheimer Rat, Staatssekretär und Mitglied des Staatsrates des Russischen Reiches durch Zar Alexander III. in den russischen Grafenstand erhoben.

## Leben
Reutern wurde in Sankt Petersburg für den russischen Staatsdienst vorbereitet und durch den Einfluss seines Gönners, des Großfürsten Konstantin Nikolajewitsch, der nach  Zar Alexanders II. Thronbesteigung Haupt der liberalen Reformbewegung war, 1861 zum Finanzminister ernannt.
Er begann damit, den jährlichen Budgetvoranschlag zu veröffentlichen, und ermöglichte dadurch eine bis dahin nicht vorhandene Kontrolle der Befolgung desselben. Ein Versuch, durch einen Umwechslungs-Fonds den Kurs der Papier-Valuta zu heben, scheiterte 1863. Dagegen gelang es ihm durch eine Reform der Steuer- und Zollgesetze, namentlich durch die Abschaffung der Branntweinpacht und die Einführung einer Branntwein-Akzise die Staatseinkünfte bedeutend zu vermehren, so dass 1867 das chronische Defizit beseitigt war und seit 1873 Überschüsse erzielt wurden.
Der Verkauf von Domänen und Staatsbergwerken, von Russisch-Amerika, dem heutigen Alaska, für 7,2 Mio. US-Dollar und der Petersburg-Moskauer Eisenbahn hoben den Staatskredit so, dass die Eisenbahn-Anleihen zu günstigen Bedingungen aufgenommen wurden und der Papier-Rubel dem Parikurs nahe war.
Der Russisch-Türkische Krieg vernichtete einen Teil von Reuterns Erfolgen, und er nahm 1878 seinen Abschied. Er wurde Mitglied des Reichsrats, 1882 nach Zar Alexanders III. Thronbesteigung Präsident des Minister-Komitees, schied aber 1888 auch aus dieser Stellung, da er der neuen, strengrussischen Richtung unbequem war.
Im Dezember 1863 wurde er Ehrenmitglied der Russischen Akademie der Wissenschaften in St. Petersburg.
Reutern verstarb im August 1890 und ist in der Familiengruft auf Gut Ezere beigesetzt, das am rechten Ufer des lettisch-litauischen Grenzflusses Vadakste liegt. Die Gruft wurde im Jahr 1879 gebaut und erst 1990 restauriert.